# Martin Ulander
Martin Ulander (* 23. Februar 1976) ist ein ehemaliger schwedischer Fußballnationalspieler.

## Laufbahn
Ulander begann mit dem Fußballspielen bei IF Hallby. 1991 wechselte er in die Jugendabteilung von Jönköpings Södra IF. Dort fiel der Defensiv-Allrounder IFK Göteborg auf und wurde 1993 verpflichtet. Zunächst war er noch im Nachwuchsbereich aktiv, ab 1994 stand er dann für den Klub auch in der Allsvenskan auf dem Platz. 1994 bis 1996 konnte dreimal in Folge der schwedische Meistertitel errungen werden. Anschließend zog es ihn zum Ligarivalen Örgryte IS, wo er bis 2003 unter Vertrag stand. Er wechselte überraschend nach Dänemark zu Aarhus GF. Dort spielte er an der Seite seiner Landsmänner Jeffrey Aubynn und Nicklas Carlsson. 2005 kehrte er in die Allsvenskan zurück und unterschrieb erneut bei IFK Göteborg. 2006 beendete er nach lang anhaltenden Verletzungsproblemen, die ihm kaum Einsätze für den Klub erlaubten, seine aktive Laufbahn.
Ulander debütierte 2001 in der schwedischen Nationalmannschaft. Anschließend musste er zwei Jahre bis zu seinem nächsten Einsatz warten, ehe er 2003 erneut berufen wurde. Insgesamt bestritt er vier Länderspiele, blieb dabei aber ohne Torerfolg.